# Cẩm Thanh (Quảng Nam)
Cẩm Thanh is een xã van Hội An, naast Tam Kỳ de tweede stad van de provincie Quảng Nam.
Cẩm Thanh ligt op de zuidelijke oever van de Hội An.